# Guillaume II de Chanaleilles
Pour les articles homonymes, voir Guillaume de Chanaleilles.
Guillaume II de Chanaleilles est un chevalier de l'Ordre du Temple en 1153. Il fit donation à son ordre du domaine de Varneris qu'il avait acquis et comme ce fief relevait de la Couronne, Louis VII approuva cette donation et la scella de son sceau royal. Son nom et ses armes figurent dans les salles des Croisades du palais de Versailles.
Il appartenait à la famille de Chanaleilles, son père étant Guillaume Ier de Chanaleilles, une famille noble d'extraction chevaleresque originaire du Gévaudan, éteinte en 1925,,.